# 1161
1161 (MCLXI) var ett normalår som började en söndag i den julianska kalendern.

## Händelser

### Februari
- 4 februari – Den norske kungen Inge Krokrygg stupar i slaget vid Bjørvika och därmed står hans tronrival Håkon Herdebrei ensam i kampen om den norska tronen. Strax därefter utnämns dock hans syssling Magnus Erlingsson till ny kung av Norge i Inges ställe, men istället för att kämpa om makten blir Håkon och Magnus medregenter till varandra.

### Okänt datum
- Den svenske tronpretendenten Magnus Henriksson, som året innan har deltagit i mordet på Erik den helige, dödas i slaget vid Örebro, varvid hans besegrare, Karl Sverkersson blir kung av hela Sverige.
- Gotlänningarna sluter fördrag med den sachsiske hertigen Henrik Lejonet om ömsesidiga privilegier.

## Födda
- Anders Sunesen, dansk ärkebiskop 1201–1222.
- Innocentius III, född Lotario dei Conti di Segni, påve 1198–1216 (född detta eller föregående år).
- Béatrice d'Albon, regerande grevinna av Albon och Dauphine av Viennois.

## Avlidna
- 4 februari – Inge Krokrygg, kung av Norge sedan 1136 (stupad i slaget vid Bjørvika).
- Magnus Henriksson, dansk prins, svensk tronpretendent sedan 1160 (stupad).
- Ingrid Ragnvaldsdotter, drottning av Norge 1134–1136, gift med Harald Gille.
- Melisende av Jerusalem, regerande drottning av Jerusalem.